# Caso Cláudia
O Caso Cláudia refere-se a um crime ocorrido em 1977, no Rio de Janeiro - o assassinato da jovem Cláudia Lessin Rodrigues, de 21 anos.
O corpo de Cláudia, irmã da atriz Márcia Rodrigues, foi encontrado em 25 de julho de 1977, perto da Avenida Niemeyer após denuncia de um trabalhador que viu dois homens jogarem algo na encosta da avenida.
Acusados de crime, Michel Frank, envolvido com o tráfico de drogas, fugiu para a Suíça, onde foi morto a tiros em 1989, sem nunca ter sido julgado e o cabeleireiro Georges Kour foi condenado a 3 anos e 4 meses por ocultação de cadáver em 1980.

## Antecedentes
Não houve mistério mais discutido pela imprensa e pelo Brasil do que a morte de Cláudia Lessin Rodrigues que, numa noite de sábado, se despediu dos pais e foi a uma festa.
Filha de um casal classe média alta, o comandante Hilton e a dona de casa Maria, Cláudia sempre teve tudo: bons princípios e educação esmerada, mas não andava nas melhores fases da vida. Enfrentava uma depressão – não conseguia esquecer um namorado que teve nos Estados Unidos – mas estava sob controle, frequentando sessões de psicoterapia. Já havia usado drogas, mas não era viciada. Também era ávida por cultura: adorava música clássica, leitura e ia às sessões de filmes de arte do antigo Cine Veneza. Ela morava com a família, desde criança, na rua Fernando Mendes, esquina com a avenida Atlântica, com vista para o mar.
A ida de Cláudia ao apartamento de Michel Frank, herdeiro da fábrica de relógios Mondaine, até hoje é um mistério, porém, o mais provável é que ela teria sido convidada para uma festa, na qual encontraria seu namorado, o cineasta Pedro Carlos Rovai. Ele não foi, e quando Cláudia chegou, a festa era de "função" ou, melhor dizendo, de "cheiração".

## Crime
Cláudia, então namorada de Rovai, foi à festa de lançamento do filme Gente Fina É Outra Coisa, no qual sua irmã participava e que Rovai fazia parte da produção do filme, nesta mesma festa, Michel Frank disse depois que viu Cláudia pela primeira na festa mas apenas de vista, seu pai Egon Frank era um dos financiadores do filme.
No sábado, dia 21 de julho de 1977, Rovai convidou Cláudia para uma festa no apartamento de Frank no Leblon, porem disse para ela ir na frente que ele iria depois, o apartamento seria um ponto de uso e tráfico de drogas, chamados de "tóxicos" na época, onde estavam o cabeleireiro Georges Kour e Michel Frank, entre outros.
Segundo o livro de Valério Meinel, Cláudia teria passado o fim de semana com os dois homens, que jogavam cartas, cheiravam cocaína, vendida por Michel aos amigos que chegavam, sem parar. Muito entra-e-sai entre uma cartada e outra. Cláudia teria ficado lá "de bobeira", como dizem os cariocas quando não estão fazendo nada. Em compensação, Michel, que cheirava desde os 16 anos, "comia como farinha" a droga, como dizem no meio os que cheiram muito.
Foi o detetive Jamil Warwar que, 48 horas depois do crime, já havia descoberto tudo, e, em uma declaração publicada em 1986, afirma: "Houve um embalo de tóxico na casa de Frank. No dia seguinte, Frank e Kour, cheios de cocaína, caminhavam em cima da mureta da avenida Niemeyer e resolveram então estuprá-la ali mesmo. Ela resistiu, ameaçou denunciar o que vira no apartamento no dia anterior (Michel vendendo bastante pó)". O ex-gordinho, que na adolescência não pegava nem gripe por causa da aparência, agora se firmara como um "grande" homem aspirando pó.
Segundo o que foi presumido pelo detetive Warwar, os dois, após violentá-la na própria Niemeyer, a mataram. Quando tentaram ocultar o corpo, amarrado com uma mala cheia de pedras, foram vistos por um operário chamado Índio, que esclareceu o caso, como consta na revista Manchete, em reportagem publicada em 20 de dezembro de 1986.
Os laudos do Instituto de Criminalística Carlos Éboli, de acordo com a mesma revista, são taxativos: afirmam que Cláudia foi morta no local, pois havia sangue sobre as pedras. Declaram também que ela morreu por asfixia mecânica, pois viam-se claramente as marcas dos dedos, a olho nu, em seu pescoço.
O exame toxicológico mostrava que ela não havia usado cocaína nem qualquer outra droga. O poder e as relações do pai de Frank falaram mais alto a ponto de Warwar ser afastado das investigações por meio de uma decisão publicada no boletim de Segurança Pública. O detetive ligou para o pai de Cláudia, dizendo: "O negócio envolve gente da alta, com muito dinheiro. O delegado Hélber Murtinho já deu a entender que vou ser substituído, mas não tem problema não. Já sei de tudo, quem matou sua filha e onde ela foi morta".

### Ocorridos no apartamento no Leblon

#### Versão de Jamil Warwar
Segundo o investigador Jamil Warwar, Cláudia, já estava cansada de esperar o seu namorado, mas Frank e Kour insistem para que ela fique. Depois de um certo tempo, os três saem do apartamento na parte da tarde, como relatado pelo porteiro do prédio, e vão para a casa na qual Georges Kour costumava pescar, no local chamado como chapéu do pescador. Ao passo em que ambos tentam violentar Cláudia, ela reage e deixa vários arranhões em Michel Frank; o exame de corpo de delito mostra Frank com arranhões mas Kour não, foi quando Frank a enforcou e Cláudia cai desacorda no chão.
Um oficial na aeronáutica, que pescava perto do local, relatou que viu quando os três passaram alegres perto de onde ele estava e depois também viu apenas os dois homens retornando com cara de preocupação.

#### Versão de Michel Frank
Michel Frank diz que: "Somente três semanas depois (da festa do filme) fui apresentado a ela, quando veio ao meu apartamento, com Pedro Rovai." 
Em outro sábado, dia 23 de julho, havia muito movimento na casa, e muito pó, como de hábito, Cláudia lhe telefonara perguntando se seu namorado estava por lá. Não estava. Ainda assim, Michel a convidou para vir e "combinado com Georges Kour" sugeriu que ela trouxesse uma amiga.
Michel e Georges estavam em companhia de Danielle Labelle, na mesa de carteado, entre algumas outras pessoas, depois de fazer muitas perguntas sobre o jogo, sem participar dele, Claudia alegou que estava se sentindo mal, pois tinha bebido demais. Michel a acompanhou ao banheiro, onde foi amparada por Bernadete Simonelli.
Recuperada do mal estar, Claudia voltou à sala. "Quero puxar fumo" pediu a Michel. Ele respondeu que não haveria problema, desde que ela fumasse num dos quartos, bem longe dele, que não tolerava o cheiro de fumaça. "Depois ela voltou à sala pedindo "outras coisas" Michel contou ao pai na segunda feira seguinte.
Assim que Daniel Labelle se retirou para o quarto de hóspedes, alegando não ter condições de continuar o jogo, Michel e Georges decidiram fazer uma visita a Claudia. "Fomos lá com a intenção de fazer sexo" contou Michel, "mas como tínhamos consumido muito pó, não conseguimos ereção".
De repente, Claudia desaba na cama, com evidentes sinais de overdose: o corpo tremendo, os dentes trincados, a boca totalmente fechada. "Fizemos de tudo para salvá-la, pois ela provavelmente havia enrolado a língua. Enquanto Georges tentava reanimá-la aplicando choques elétricos com o fio desencapado da luminária, eu coloquei as mãos dentro da sua boca, para desenrolar sua língua."
O barulho produzido pelas tentativas de salvamento acordou Labelle. Atônito, ele deparou-se, da porta do quarto, com uma cena que parecia ser de um ménage à trois. Foi Georges quem o trouxe de volta à realidade: "Elle est morte" disse ele, em francês. Georges e Michel pediram ajuda a Labelle, mas ele se apavorou com a situação, vestiu-se e saiu. O pai de Michel acompanhava o relato com evidente tensão e ansiedade.
"Preocupados em nos envolver num processo por drogas, decidimos nos livrar do corpo" contou Michel. A seguir, passaram um pente-fino no apartamento, tirando todas as drogas possíveis de vista. E, antes que pudessem iniciar o processo de ocultação do cadáver de Claudia, Michel caiu em sono profundo, segundo ele devido à ingestão de comprimidos de mandrix.

### Versão de Michel Frank
Por volta de 13h de domingo, Michel acordou, disposto a resolver o problema imediatamente. Georges, que era pescador nas horas vagas, alegou conhecer vários bons locais para jogar o corpo ao mar. Michel propôs fazer primeiro uma incursão sem o corpo para descobrir o melhor local.
Georges avisou que seu carro estava com pouca gasolina. O carro de Michel também. Aos domingos os postos não abriam, era a política de racionamento de combustíveis, inaugurada em 1973, no contexto das crises do petróleo.
Foi convocado Moisés, gerente da Imobiliária Suíça. Ele transferiu gasolina de seu carro para a Brasília de Michel. Antes de saírem, Michel e Georges ligaram o ar condicionado do quarto onde Claudia jazia inerte.
Somente por volta de 22h30, eles envolveram o corpo de Claudia num lençol e o socaram dentro de uma mala. Não conseguiram, no entanto, levantá-la, razão pela qual chamaram a moça que trabalhava na casa para ajudá-los a carregar, do terceiro andar até o térreo, pela escada e daí até o carro.
O Chapéu dos Pescadores não era seu primeiro objetivo. Acabaram optando por ele depois de se perderem na Rio-Santos, preocupados com a gasolina.
Para terem certeza de que o corpo jogado iria afundar no mar, amarraram-no a uma bolsa de couro marrom da marca Favo, cheia de pedras, e o atiraram de cerca de 80 metros de altura.

## Após o crime
Na segunda-feira, Michel pediu que seu amigo Georges Kour o levasse a dois lugares: ao médico, para tratar das feridas em suas mãos, e ao apartamento dos amigos Carlo e Bernadete Simonelli. Na visita, Michel contou aos amigos o que tinha ocorrido em seu apartamento no fim de semana e pediu-lhes ajuda.
Na terça-feira, logo de manhã, Carlo Simonelli começou a atender ao pedido de socorro do amigo. Levou-o ao escritório do industrial Egon Frank, pai de Michel. Ao pai, dono da fábrica de relógios Mondaine, Michel contou a sua versão da história. 
Depois de ouvir a história do filho, Egon Frank pediu ao sócio minoritário da Mondaine, João Batista, que checasse com um médico se era possível acontecer o que Michel contara. Foi marcada nova reunião para daí a dois dias, quinta-feira.
O encontro desta vez foi no apartamento do diretor da Mondaine, José Milfont, na Praia do Flamengo. Presentes os advogados Evaristo de Moraes Filho e Georges Tavares, o patologista Domingos de Paola (convidado por ser amigo de João Batista) e seu amigo Luiz Antonio Pontual Machado.
Para De Paola, a história de Michel era plausível, Claudia realmente poderia ter tido morte acidental por overdose e o ferimento em suas mãos produto de atrito com seus dentes na tentativa de desenrolar a língua. Prometeu, ainda, preparar um parecer que sustentasse a versão do filho de Egon.
Na sexta-feira, depois de tomar conhecimento do laudo cadavérico, Evaristo de Moraes Filho dispensou o relatório do patologista. Segundo o laudo, transmitido pelo diretor do Instituto Médico Legal, Nilson Santana, Claudia fora morta por contusão na cabeça com hemorragia subdural e asfixia provocada por esganadura. A versão de Michel não se sustentava.

## Encontro do corpo

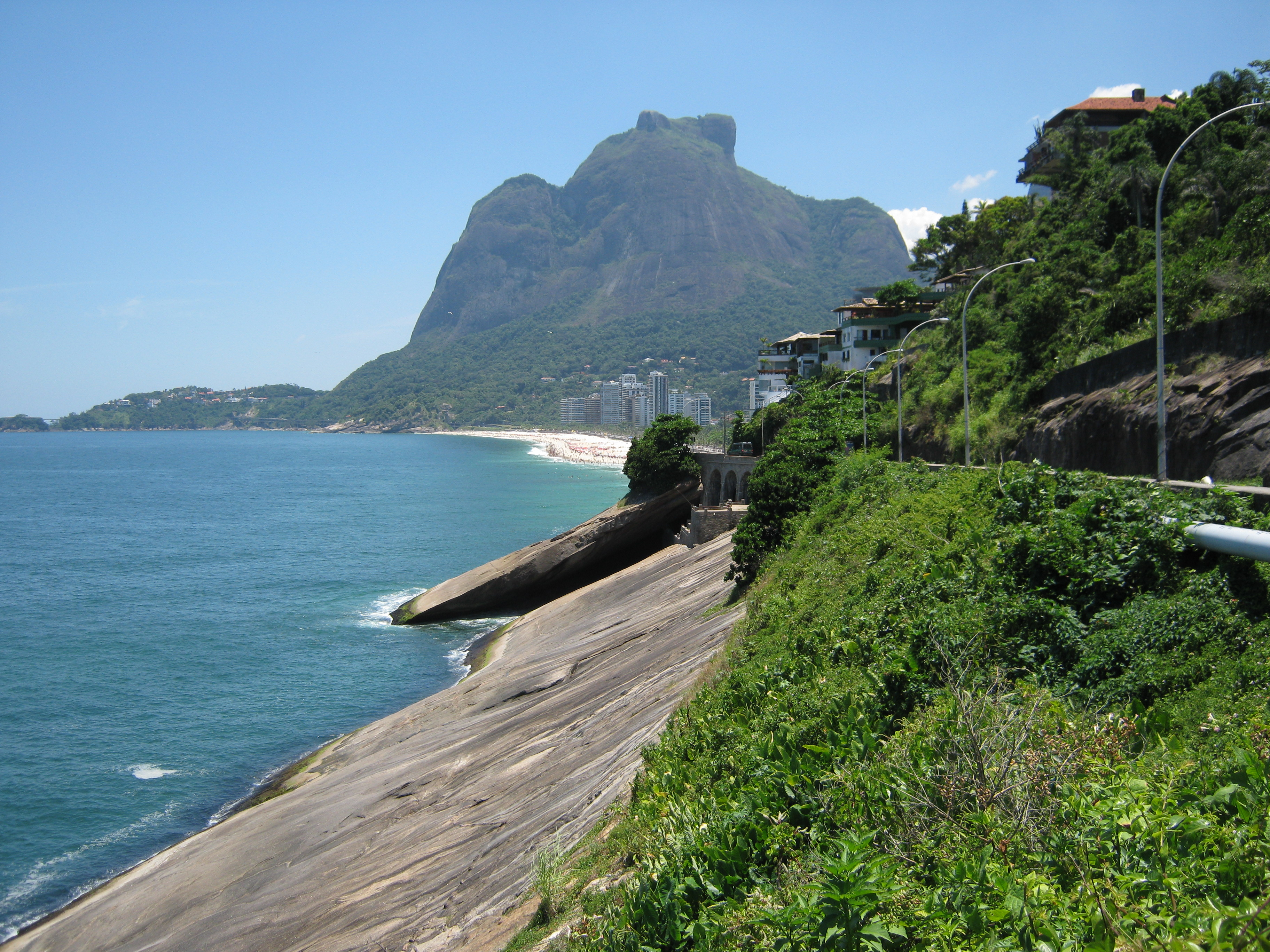
Avenida Niemeyer e o Chapéu dos Pescadores, em 2011.

Na noite de 24 para 25 de julho de 1977, uma dor de dente não deixava o operário Luiz Gonzaga de Oliveira dormir direito. Instalado num barraco da Tecnosolo, firma para a qual trabalhava, na Avenida Niemeyer, na altura de um local conhecido por Chapéu dos Pescadores, Rio de Janeiro, ao lado de três colegas, ele foi o único a escutar barulho estranho nas proximidades, fora do barraco, por volta de meia-noite.
Por uma fresta na parede do barraco, vislumbrou uma Volkswagen Brasília estacionada quase em frente, com um homem em seu interior, e outro do lado de fora.
Voltou à cama mas foi novamente despertado, agora por vozes masculinas. As vozes o atraíram de novo para a fresta. Observou, então, o homem que estava sentado no banco da frente pular para o banco de trás, enquanto o outro parecia tirar alguma coisa de dentro do porta-malas.
Depois de algum tempo, período no qual o carro mudou de posição algumas vezes, indo adiante ou para trás, Luiz Gonzaga de Oliveira percebeu os dois homens se afastarem da Brasília, carregando uma grande mala, até um ponto mais baixo da encosta.
Ele saiu, então, do barraco e se aproximou do carro. Anotou, num muro de pedras, em grandes caracteres, o número da placa da Brasília avermelhada: 5964. As letras ele só memorizou: SX. Voltou ao barraco. Somente duas horas depois, sempre meio acordado, meio adormecido, ouviu a ignição do carro. Os estranhos haviam partido e a cena insólita não saiu de sua cabeça. 
Quando acordou definitivamente, às quatro e meia da manhã, como de hábito, contou o episódio aos colegas. Propôs que fossem todos até as pedras verificar o que tinha havido. Os colegas não se empolgaram com sua proposta. "Deve ser macumba", alegaram. Luiz Gonzaga resolveu fazer uma inspeção por conta própria. Não encontrou, porém, nada de anormal.
Na hora do almoço, um colega de serviço comentou com Luiz Gonzaga: "Acharam um corpo no Chapéu dos Pescadores." Ele trabalhou a tarde toda. Ao voltar para casa, no final da tarde, pediu a uma vizinha o telefone da polícia. Ela não tinha. Luiz Gonzaga dirigiu-se ao orelhão e telefonou para a Rádio Globo.
Conseguiu falar com duas pessoas da rádio, mas com o redator-chefe somente na terça-feira, a quem revelou o segredo dos números anotados nas pedras. Disse-lhe também que poderia reconhecer ao menos um dos homens da Brasília, pois o vira da cintura para cima. Com a placa revelada, a polícia descobriu que a Brasília estava registrada em nome da Imobiliária Suíça. O dono da imobiliária era Michel Frank.
O corpo de Cláudia foi encontrado nu na manhã do dia 26 de julho de 1977, no rochedo do Chapéu dos Pescadores, na Niemeyer. O rosto completamente desfigurado e o corpo amarrado por arame, preso a uma mala cheia de pedras.

## Investigação

### Depoimento de Michel
Evaristo começou a discutir com Egon a nova estratégia da defesa. Egon queria, no fundo, que o laudo fosse contestado, mas Evaristo não concordava com isso. Acabou sendo afastado. Egon contratou em seu lugar o advogado Wilson Lopes dos Santos, alguém com coragem suficiente para afirmar que o laudo estava errado.
No interrogatório policial, Michel preferiu omitir a cena da overdose: "Eu estava em meu apartamento, quando recebi um telefonema de Claudia, que procurava por seu namorado, Pedro Rovai. Disse a ela que ele não estava em minha casa e Claudia insistiu para ir até lá."
Ele diz que estava em uma festa em seu apartamento quando Cláudia chegou sozinha, em um momento Cláudia começa a sentir-se mal, após ela estar em melhor estado, de madrugada quando só estavam no local Frank, Daniel Labelle, Georges Kour e Claudia.
O telefone tocou e era uma amiga de Claudia procurando por ela. Eu a chamei e ela atendeu ao telefonema, marcando de sair com sua amiga. Claudia pegou sua bolsa e disse que precisava ir embora, despediu-se e saiu. Eu e Kour continuamos o jogo e depois fomos dormir" concluiu ele.

### Fuga de Michel Frank
No dia 6 de setembro, quando o Juiz Sumariante do I Tribunal do Júri decretou a prisão preventiva de Michel Frank e de Georges Kour, Michel já estava em Zurique, ele fugiu do Brasil de carro, passando pelo Paraguai e depois Buenos Aires, onde embarcou no avião que o levou à Suíça.
No dia 9 de setembro, Michel Frank e Georges Kour foram denunciados pelo promotor em exercício do I Tribunal do Júri, José Carlos da Cruz Ribeiro:
"Em 24 de julho de 1977, em hora não precisada, no interior do apartamento nº 302, da rua Desembargador Alfredo Russel nº 70, no Leblon, os denunciados, unidos pelo mesmo desígnio, desferiram pancadas na cabeça e estrangularam com as mãos Claudia Lessin Rodrigues, causando-lhe lesões. Ditas lesões e mais asfixia mecânica foram a causa suficiente da morte da vítima, como positiva o auto de exame cadavérico.
Torpe o motivo, desenfreio da lascívia. O fato punível foi cometido através de meio cruel, ou seja, por asfixia mecânica.
Os denunciados usaram de recurso que impossibilitou a defesa da vítima, brutalmente seviciada, inclusive com a introdução de objeto em orifício do seu corpo, de tal maneira que não pôde opor resistência aos agressores, que lhe eram superiores física e numericamente.
Os denunciados, no local supra referido, promoveram, no dia 23 de julho de 1977 uma orgia que se prolongou pela madrugada do outro dia, terminando em hora não precisada, quando serviram aos presentes cocaína e mandrix, sendo o entorpecente, para quem aceitou a oferta, consumido por aspiração nasal, com a utilização de um canudo feito por uma cédula, a qual foi na hora enrolada."

### Kour desmente Michel
No dia 13 de setembro, Georges Khour apresentou-se espontaneamente ao Juiz Sumariante, contestando o depoimento de Michel. Para ele, Claudia não tinha ido embora do apartamento antes de morrer. Ele descreveu assim a cena da sua morte: "que reparou estar Michel com as mãos dentro da boca de Claudia, que havia sangue nas mãos de Michel" que a vítima se contorcia" que tudo ocorreu de forma muito rápida, o depoente começou a fazer massagens no peito da vítima" que quando segurava os braços, o depoente notou que Michel também fazia massagens no peito da vítima" que Daniel a tudo assistiu, da porta do quarto; que o depoente virou-se para Daniel e, em francês, disse-lhe: ela está morta; que Daniel saiu correndo ao mesmo tempo em que Michel caía ao lado da vítima."

## Reações
"Quero viver além dos 90 anos para ver os assassinos da minha filha condenados", declarou o pai. Frank, que tinha nacionalidade suíço-brasileira, foi para Zurique e lá viveu por 12 anos. Porém, levou junto o vício. Cheirava sem parar, chegando ao extremo de alguns familiares cortarem relações com ele. "Foi justamente a falta de relações do meu pai com o poder " ele era apenas um piloto da aviação civil " que impediu que a Justiça fosse feita. Fosse meu pai um militar naquela época de ditadura, teríamos visto certamente a condenação dos assassinos. O que vimos, ao contrário, foi o poder do dinheiro e o regime de exceção facilitando a fuga anunciada de Michel Frank e a posterior absolvição dele num julgamento fraudulento, de fachada", afirma Márcia Rodrigues.
A imprensa não sossegou com o fato e os pais de Cláudia Lessin sempre abriram as portas a ela, pois Cláudia caiu numa grande roubada, que acabou servindo de exemplo para muitos pais desavisados. Na Suíça, Frank acabou inocentado do assassinato de Cláudia por falta de provas consistentes da Justiça brasileira. Em 1989, ele foi encontrado morto, com seis tiros na cabeça, na garagem de seu prédio em Zurique. Seu corpo estava entre uma máquina de lavar e outra de secar. 
Enquanto isso, Georges Kour teve julgamento no Brasil em 1980. Ele foi absolvido da acusação de homicídio e violência sexual por seis votos a um, mas foi condenado a dois anos de prisão por ocultação de cadáver, mas, como já estava detido havia três anos, foi solto imediatamente após a sentença.

## Na cultura popular
Em 1978, o nome de Claudia apareceu em um outdoor vencedor do primeiro Concurso Nacional de Outdoor, como parte de uma campanha antitóxico. A peça dizia "Cláudia Lessin Rodrigues - Que todos os pais dessa cidade jamais se esqueçam deste nome".
O crime gerou o filme "O Caso Cláudia", dirigido por Miguel Borges, em 1979.